# Moja Przyjaciółka
Moja Przyjaciółka – polski ilustrowany dwutygodnik kobiecy wydawany w okresie międzywojennym, poświęcony historiom z życia, modzie, urodzie i zdrowiu. 
W 1939 roku periodyk osiągnął pułap 250 tys. nakładu, będąc trzecim najpopularniejszym czasopismem masowym Polski, ustępując jedynie „Rycerzowi Niepokalanej”  i „Łącznikowi Pocztowemu”. 
Na Mojej Przyjaciółce wzorowany był dwutygodnik Przyjaciółka wydawany od 1948 roku.